# Tiele

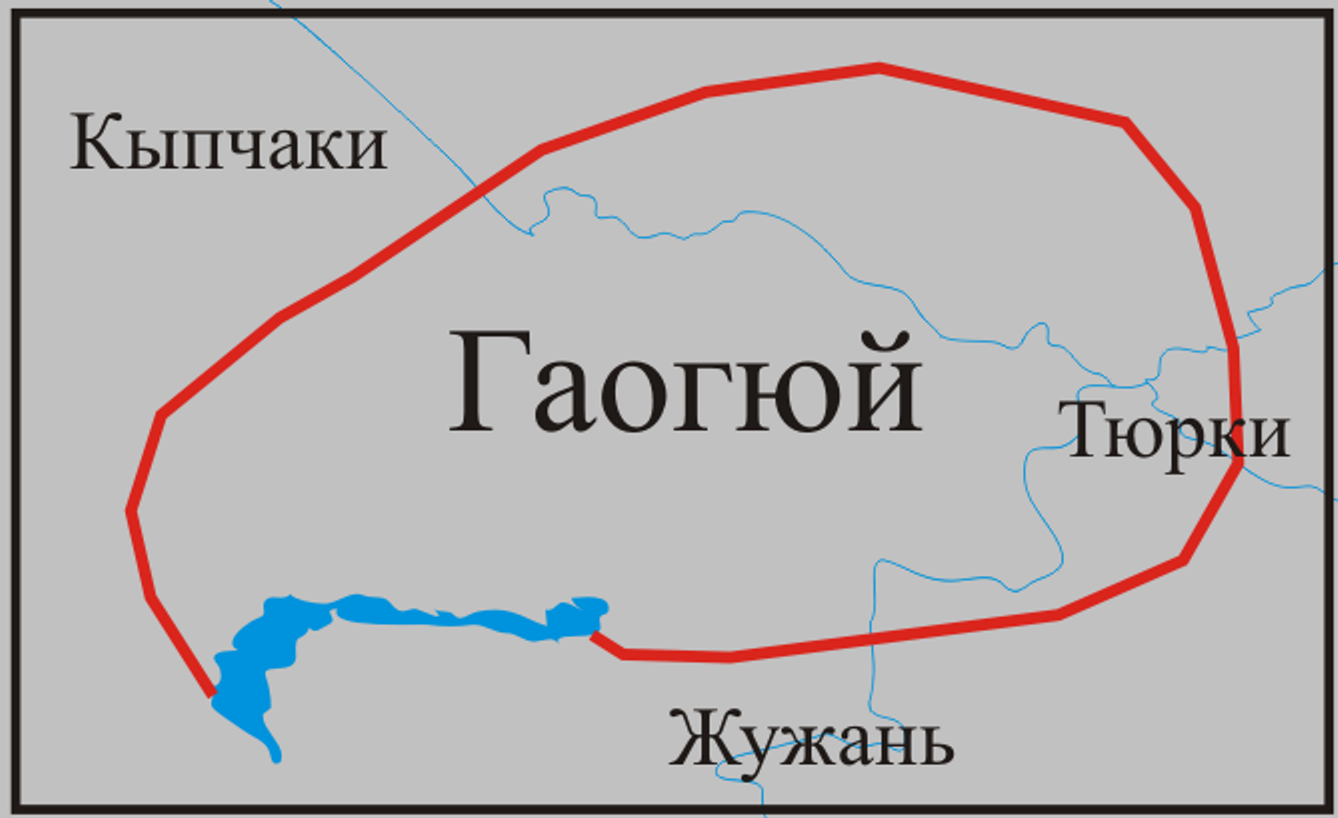
Étendue de la confédération au Nord-Est du Lac Balkhach

Tiele' (chinois : 鐵勒 ; pinyin : tiĕlè), également appelé Chile (敕勒, chìlè) ou Gaoche (高车 / 高車, gāochē) ou plus rarement Tele (特勒, tèlè), (ou Tölech), est une confédération de neuf peuples turcs en Asie centrale de 480 à 540 et recouvrant pour sa majeure partie, le Sud Est de l'actuel Kazakhstan, ainsi qu'en petite partie les actuels pays de la Chine, la Russie et la Mongolie ou elle atteint l'Altaï.

## Dirigeants de Gaoche
| nom       | Chinois / pinyin    | période de règne |
| --------- | ------------------- | ---------------- |
| Afuzhiluo | 阿伏至羅, āfúzhìluó | 487-503          |
| Baliyan   | 跋利延, bálìyán     | 503-505          |
| Mi'etu    | 彌俄突, mí'étú      | 505-516          |
| Yifu      | 伊匐, yīfú          | 516-524          |
| Yueju     | 越居, yuèjū         | 524-536          |
| Bizao     | 比造, bǐzào         | 536-540          |
| Qubin     | 去賓, qùbīn         | 540-541          |

## Origines
Les Tiele seraient les héritiers des Dingling (en) : Dili (狄历), Gaoche (高車) ou Chile (敕勒).